# Xerophyta humilis
Xerophyta humilis är en enhjärtbladig växtart som först beskrevs av John Gilbert Baker, och fick sitt nu gällande namn av Théophile Alexis Durand och Schinz. Xerophyta humilis ingår i släktet Xerophyta och familjen Velloziaceae. Inga underarter finns listade.